# Апаче (округ)
Апа́че (англ. Apache) — округ, расположенный на северо-востоке американского штата Аризона.
Окружной центр — Сент-Джонс

## Географическое положение
В округ частично входят резервации Навахо-Нейшен, Форт-Апачи и национальный парк Петрифайд-Форест. Здесь же полностью расположен Национальный монумент Каньон Де Шейи.
Округ Апаче занимает территорию 29 055,6 км², 29 020,5 км² из которых суша, а 35,1 км² — водные угодья. Это шестой по величине округ США (за исключением боро Аляски). На территории округа расположена третья по высоте точка Аризоны — гора Эскудилья (3327 м).
Граничит с округами:
- Гринли и Грэхэм — на юге
- Навахо — на западе
- Монтезума (Колорадо) — на северо-востоке
- Сан-Хуан (Юта) — на севере
- Сан-Хуан (Нью-Мексико) , Мак-Кинли (Нью-Мексико) , Цибола (Нью-Мексико) и Катрон (Нью-Мексико) — на востоке

68,34 % (19,857.34 км²) территории округа занимают индейские резервации навахо, апачи и зуни. Это больше, чем в любом другом округе США.
Охраняемые территории:
- Национальный парк Apache-Sitgreaves[англ.] (частично)
- Национальная историческая фактория Хаббелл[англ.]
- Национальный парк Петрифайд-Форест (частично)
- Каньон Де Шейи

## Населённые пункты

### Города
- Сент-Джонс[англ.]
- Игар[англ.]
- Спрингервилль[англ.]

### Деревни и посёлки
- Бёрнсайд
- Чинли
- Деннехотсо
- Форт-Дефайанс
- Ганадо
- Хук
- Лукачукай
- Мэни-Фармс
- МакНари
- Назлини
- Ред-Меса
- Рок-Пойнт
- Раф-Рок
- Раунд-Рок
- Соумилл
- Сент-Майклс
- Стимбот
- Тик-Нос-Пос
- Тсейл
- Уиндоу-Рок

### Прочие населённые пункты
- Алпайн
- Кончо
- Грир
- Сандерс

## Транспорт

### Основные дороги
- I-40
- U.S. Route 60
- U.S. Route 64
- U.S. Route 180
- U.S. Route 191
- Arizona State Route 64
- Arizona State Route 260
- Arizona State Route 264

### Аэропорты
| Город         | Аэропорт                             |
| ------------- | ------------------------------------ |
| Чинли         | Муниципальный аэропорт Чинли         |
| Спрингервилль | Муниципальный аэропорт Спрингервилля |
| Сент-Джонс    | Промышленный авиапарк Сент-Джонса    |
| Уиндоу-Рок    | Аэропорт Уиндоу-Рока                 |

## Население

### 2010
В соответствии с переписью населения США в 2010 году, в округе Апаче проживало:
- 72,9 % — коренных американцев
- 23,3 % — белых
- 5,8 % — латиноамериканцев (любой расы)
- 2,0 % — людей двух или более рас
- 1,3 % — людей других рас
- 0,3 % — азиатов
- 0,2 % — чёрных
- 0,0 % — коренных жители Гавайских островов или островов Тихого океана

### 2000
По данным переписи 2000 года в округе Апаче проживало 69 тысяч 423 человека. Плотность населения составляла 2 чел./км2, существовало 31621 жилое здание. Расовый состав в 2000 году был таков:
- 76,88 % — коренные американцы
- 19,5 % — белые
- 4,49 % — латиноамериканцы (любой расы)
- 1,75 % — люди других рас
- 1,43 % — люди двух или более рас
- 0,25 % — чёрные
- 0,13 % — азиаты
- 0,06 % — коренные жители Гавайских островов или островов Тихого океана

Существовала 19971 семья, из которых 43,8 % имели детей в возрасте до 18 лет, а 49,3 % — супружеские пары без детей.
| Возраст         | Процентная доля |
| --------------- | --------------- |
| До 18 лет       | 38,5 %          |
| От 18 до 24 лет | 9,4 %           |
| От 25 до 44 лет | 25,1 %          |
| От 45 до 64 лет | 18,7 %          |
| Старше 65 лет   | 8,3 %           |

Средний доход на домашнее хозяйство составил $23344, а средний доход на семью — $26315. Средний доход мужчин составил $30182 против $22312 женщин. Доход на душу населения в округе составил $8986. 33,5 % семей и 37,8 % населения были ниже черты бедности, в том числе 42,8 % из них моложе 18 лет и 36,5 % в возрасте 65 лет и старше. Доход округа на душу населения делает его одним из беднейших округов в США.
Апаче является одним из всего лишь 38 округов Соединённых Штатов, где самый распространенный язык — не английский, и один из 3, где не английский и не испанский. 58,32 % населения говорят у себя дома на языке навахо, далее идёт английский язык, на нём говорят 38,34 %, а на испанском — всего 2,72 %.
В 2000 году крупнейшей конфессиональной группой были католики (с 19965 приверженцев). Крупнейшие религиозные организации — Католическая Церковь и Церковь Иисуса Христа Святых последних дней (8947 членов).

## Знаменитые земляки
- Джон Уэйн — американский актёр — «король вестерна».

## Образование
В округе работают 11 окружных начальных и средних школ.
Главной библиотекой округа является Библиотека округа Апаче в Сент-Джонсе. Она управляет всеми остальными библиотеками округа, а именно:
- Публичная библиотека Алпайна[8]
- Публичная библиотека Кончо[9]
- Мемориальная библиотека Грира[10]
- Публичная библиотека Круглой Долины[11]
- Публичная библиотека Сандерса[12]
- Публичная библиотека Вернона[13]